# 第1騎兵師団 (アメリカ軍)
第1騎兵師団（だいいちきへいしだん、U.S.Army 1st Cavalry Division）は、アメリカ陸軍の師団の一つ。アメリカ陸軍第3軍団の隷下でもっとも大規模な師団である。第二次世界大戦以降アメリカの関わった全ての紛争に参加している。師団司令部はテキサス州フォート・カバゾスに所在。
名義上の兵科は騎兵だが、実際は機甲である。現在のアメリカ軍で馬は特殊な儀礼、祭典のみに用いられるのみで実戦には投入されない。

## 沿革
- 1921年：アメリカ合衆国旧陸軍省により、第2騎兵師団(1944年に廃止)と共に設立される。
- 1944年：ニューギニアの戦いに派遣される。
- 1945年：敗戦後の日本に進駐。師団司令部は埼玉県北足立郡朝霞町(現・朝霞市）のキャンプ・ドレイクに置かれ、東京および横浜に駐留する。
- 1950年：朝鮮戦争に派遣される。
- 1965年：ヘリコプター空中機動師団としてベトナム戦争に派遣される。
- 1966年：ベトナムにて「マッシャー」作戦および「クレイジー・ホース」作戦に参加。
- 1967年：ベトナムでの長距離偵察作戦部隊(Company E, 52nd Infantry)が編成される。
- 1991年：湾岸戦争にて、「砂漠の嵐」作戦に参加する。
- 1998年：ボスニア・ヘルツェゴビナにて平和維持任務を行う。
- 2001年：アフガニスタン紛争に派遣される。
- 2003年：イラク戦争に派遣される。

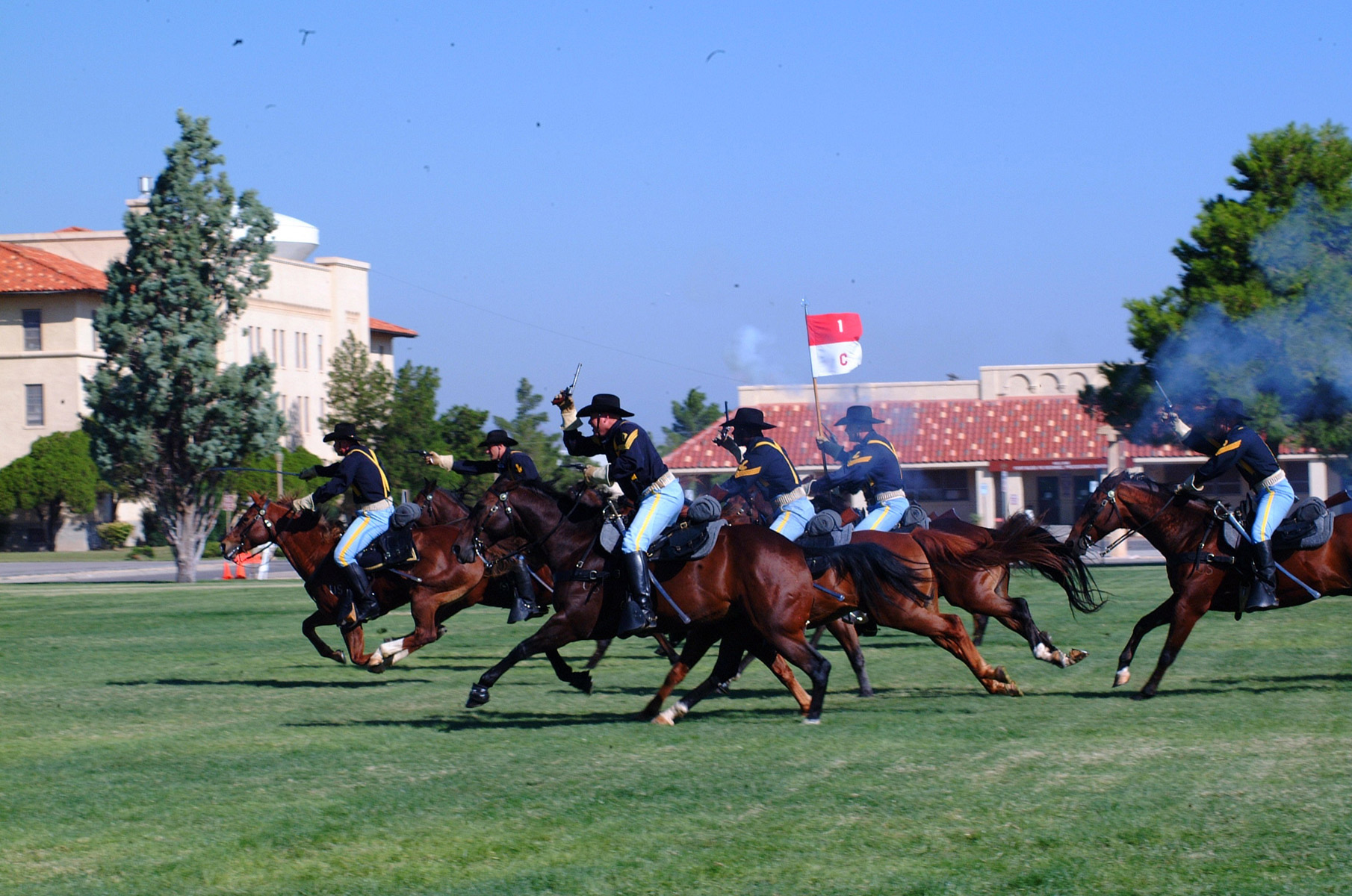
儀礼時に騎馬に乗る第1騎兵師団
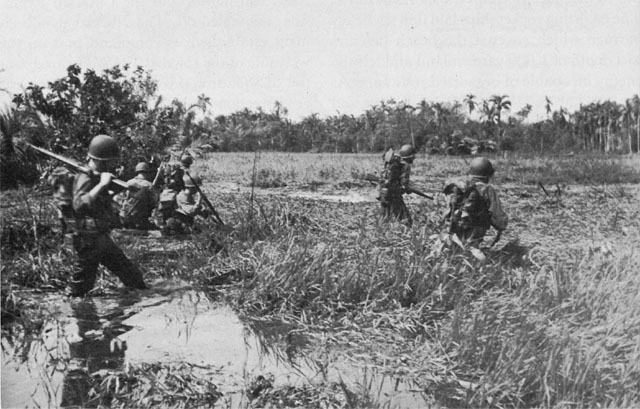
第二次世界大戦時の第1騎兵師団
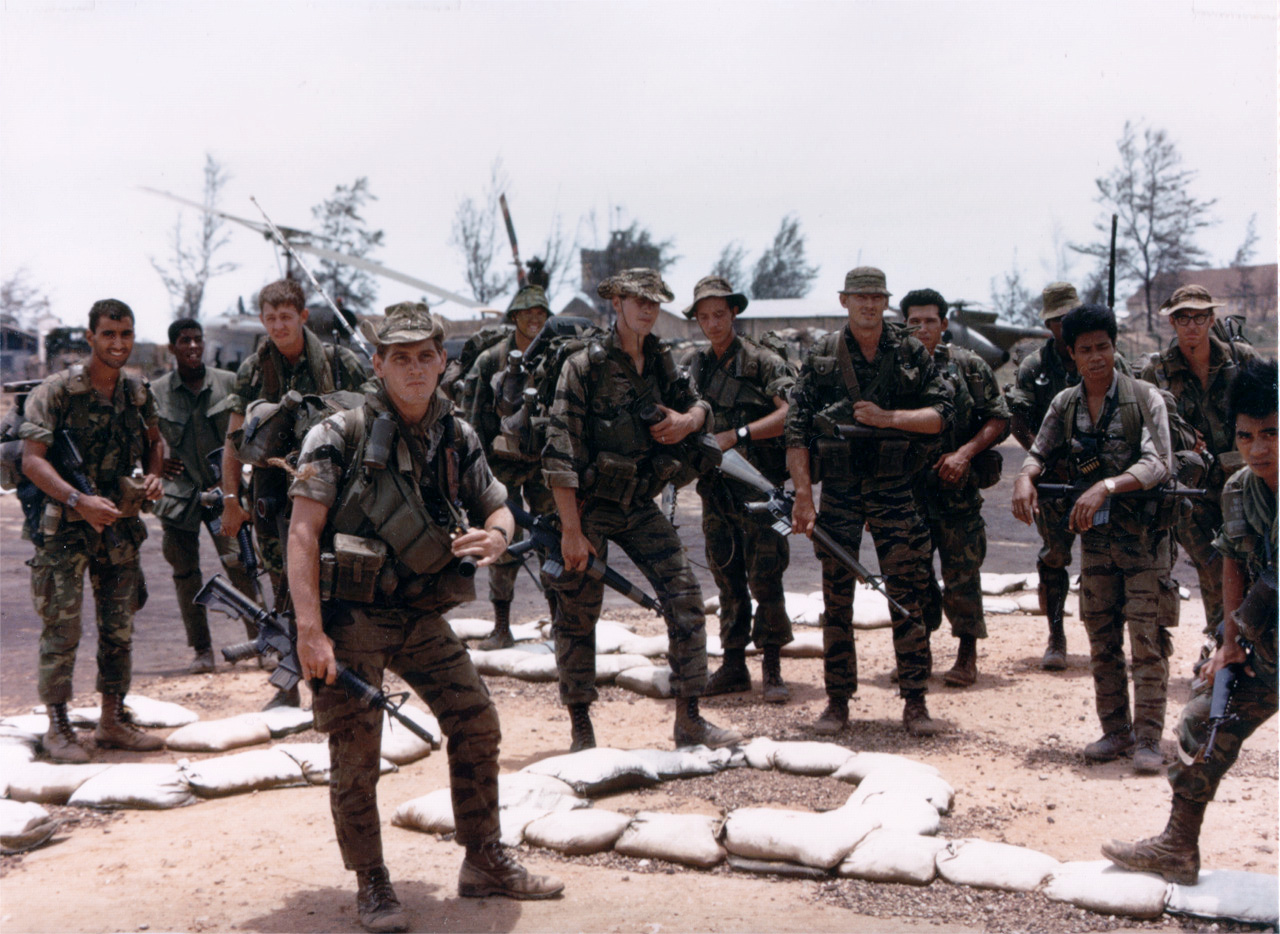
ベトナム戦争にて。第1騎兵師団の長距離偵察(LRP)チーム
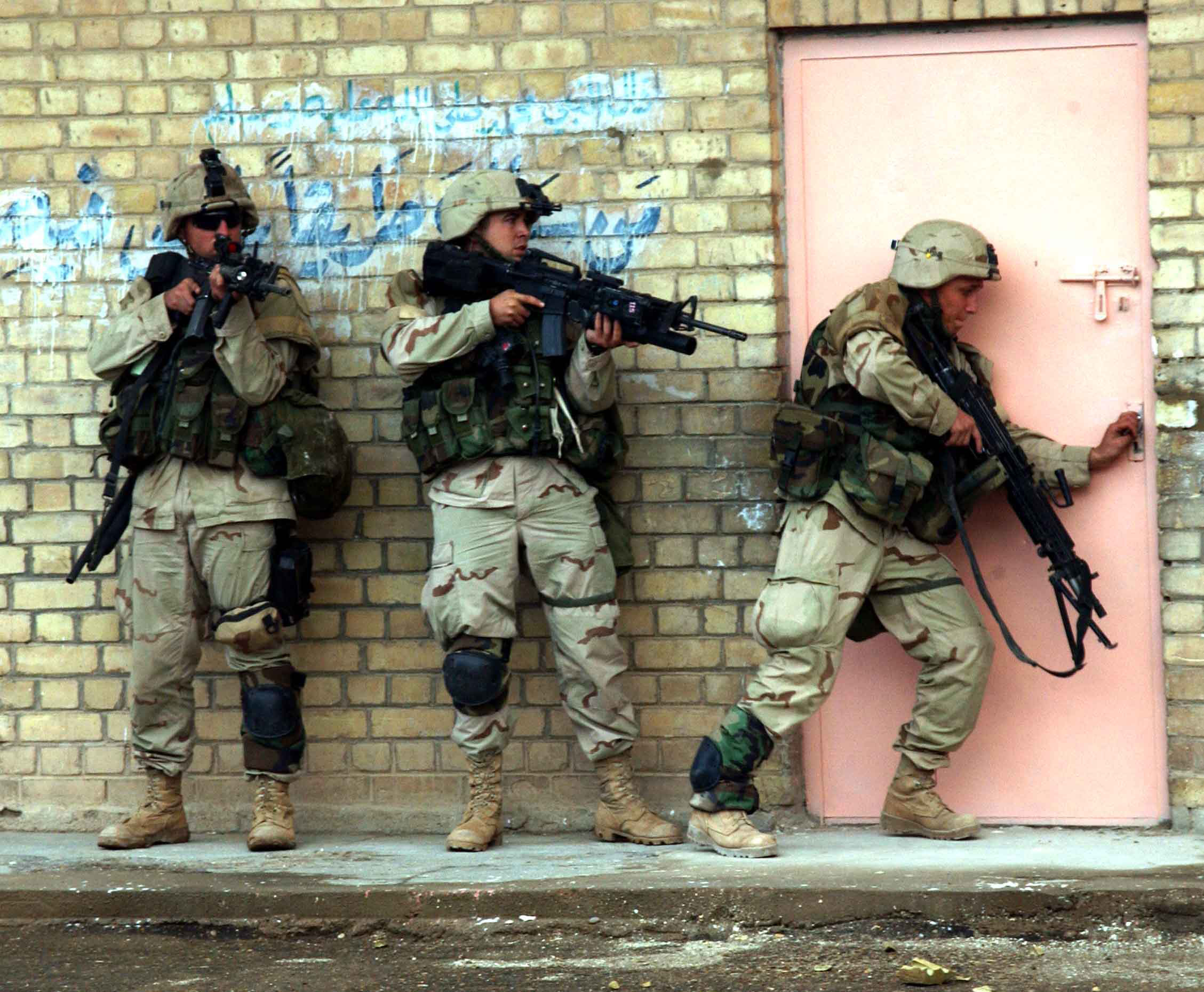
イラク・ファルージャで任務を行う第1騎兵師団

## 編制

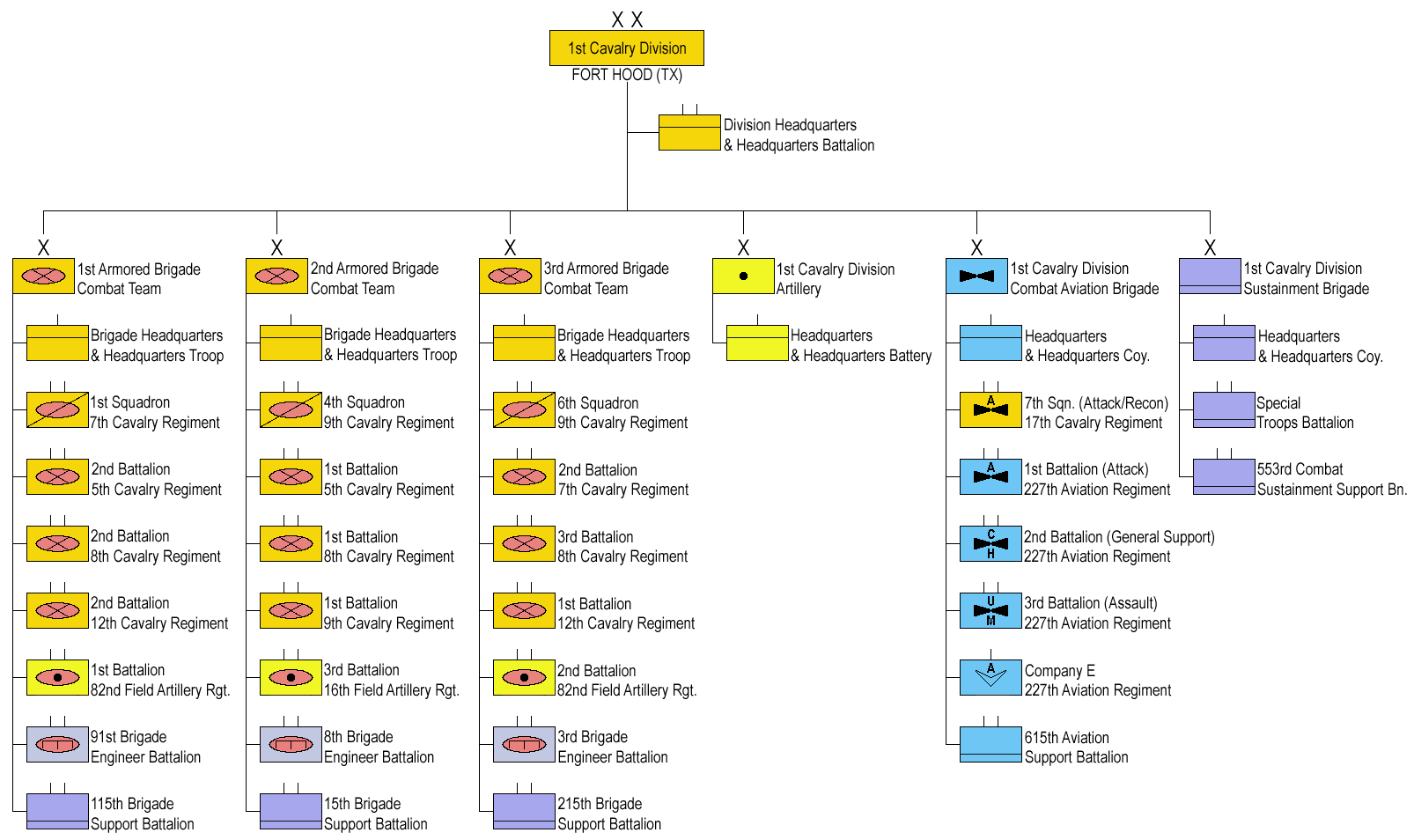
2021年時点の第1騎兵師団の編制図

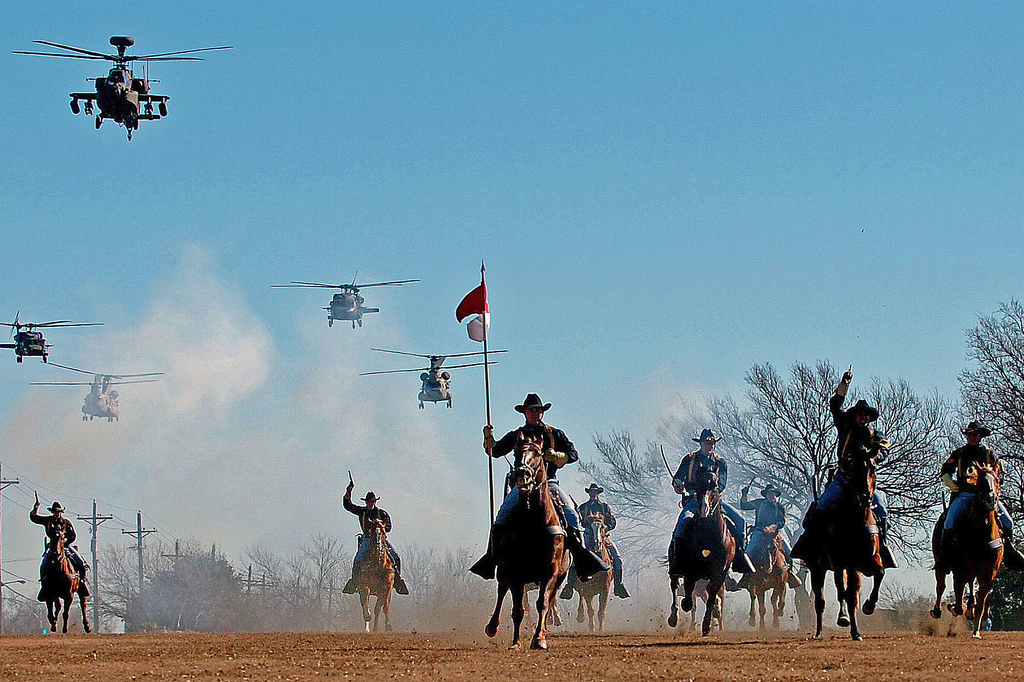
乗馬騎兵分遣隊とともに模擬突撃を行う戦闘航空旅団

2005年7月15日の改編により、第1騎兵師団には機甲大隊や歩兵大隊のみで組織された旅団級部隊はなくなった。現在の旅団は、全て諸兵科連合で組織される旅団戦闘団となり、偵察大隊及び、機動大隊 (歩兵大隊や機甲大隊)の組み合わせとなっている。また師団の砲兵大隊や、3個旅団戦闘団の全てに割り当てられている。
 第1騎兵師団 師団司令部及び司令部大隊、3個機甲旅団戦闘団、師団砲兵隊、戦闘航空旅団、維持旅団で構成される。
- 司令部及び司令部大隊 "Maverick"
  - 司令部及び司令部中隊
  - 通信・情報・維持中隊
  - 乗馬騎兵分遣隊
  - 第1騎兵師団軍楽隊
- 第1機甲旅団戦闘団 "Ironhorse"
  -  司令部及び司令部中隊
  -  第7騎兵連隊第1大隊 (偵察・監視・標的補足 (RSTA))  "Garryowen!"
  -  第5騎兵連隊第2大隊 "Lancers"
  -  第8騎兵連隊第2大隊 "Stallions"
  -  第12騎兵連隊第2大隊 "Thunder Horse"
  -  第82野戦砲兵連隊第1大隊 "Dragons"
  -  第91旅団工兵大隊 "Sabers"
  -  第115旅団支援大隊 "Muleskinners"
- 第2機甲旅団戦闘団 "Black Jack"
  -  司令部及び司令部中隊
  -  第9騎兵連隊第4大隊 (RSTA) "Darkhorse"
  -  第5騎兵連隊第1大隊 "Black Knights"
  -  第8騎兵連隊第1大隊 "Jumping Mustangs"
  -  第9騎兵連隊第1大隊 "Head Hunters"
  -  第16野戦砲兵連隊第3大隊 "Rolling Thunder"
  -  第8旅団工兵大隊 "Trojan Horse"
  -  第15旅団支援大隊 "Gambler"
- 第3機甲旅団戦闘団 "Greywolf"
  -  司令部及び司令部中隊
  -  第9騎兵連隊第6大隊 (RSTA) "Saber"
  -  第7騎兵連隊第2大隊 "Ghost"
  -  第8騎兵連隊第3大隊 "Warhorse"
  -  第12騎兵連隊第1大隊 "Chargers"
  -  第82野戦砲兵連隊第2大隊 "Steel Dragons"
  -  第3旅団工兵大隊 "Beavers"
  -  第215旅団支援大隊 "Blacksmiths"

- 第1騎兵師団砲兵隊
  -  司令部及び司令部中隊
- 戦闘航空旅団 "AIR CAV"
  -  司令部及び司令部中隊
  -  第17騎兵連隊第1大隊 "Palehorse" (2015年10月22日、第227航空連隊第4大隊から改編)
  -  第227航空連隊第1大隊 "First Attack"
  -  第227航空連隊第2大隊 "Lobos"
  -  第227航空連隊第3大隊 "Spearhead"
  - 第227航空連隊E中隊
  -  第615航空支援大隊 "Cold Steel"
- 維持旅団
  -  司令部及び司令部中隊
  -  特別任務大隊
    - 第15財務支援部隊
    - 第120補給中隊
    - 第207通信中隊
    - 第502人材中隊

  -  第553戦闘維持支援大隊

第4旅団戦闘団 "Long Knife" は2013年10月に解散した。それに伴い、特別任務大隊、第82砲兵連隊第5大隊、第27旅団支援大隊も同時に解散した。砲兵大隊と支援大隊の一部の中隊は、残りの3個旅団戦闘団の砲兵大隊と支援大隊を増強するために編入された。その他に第9騎兵連隊第1大隊は第2旅団戦闘団に、第7騎兵連隊第2大隊は第3旅団戦闘団に、第12騎兵連隊第2大隊は第1旅団戦闘団にそれぞれ移管された。現在は、独立連隊となっている第3騎兵連隊は、2017年3月まで第1騎兵師団の所属だった。